# 南多·德科洛

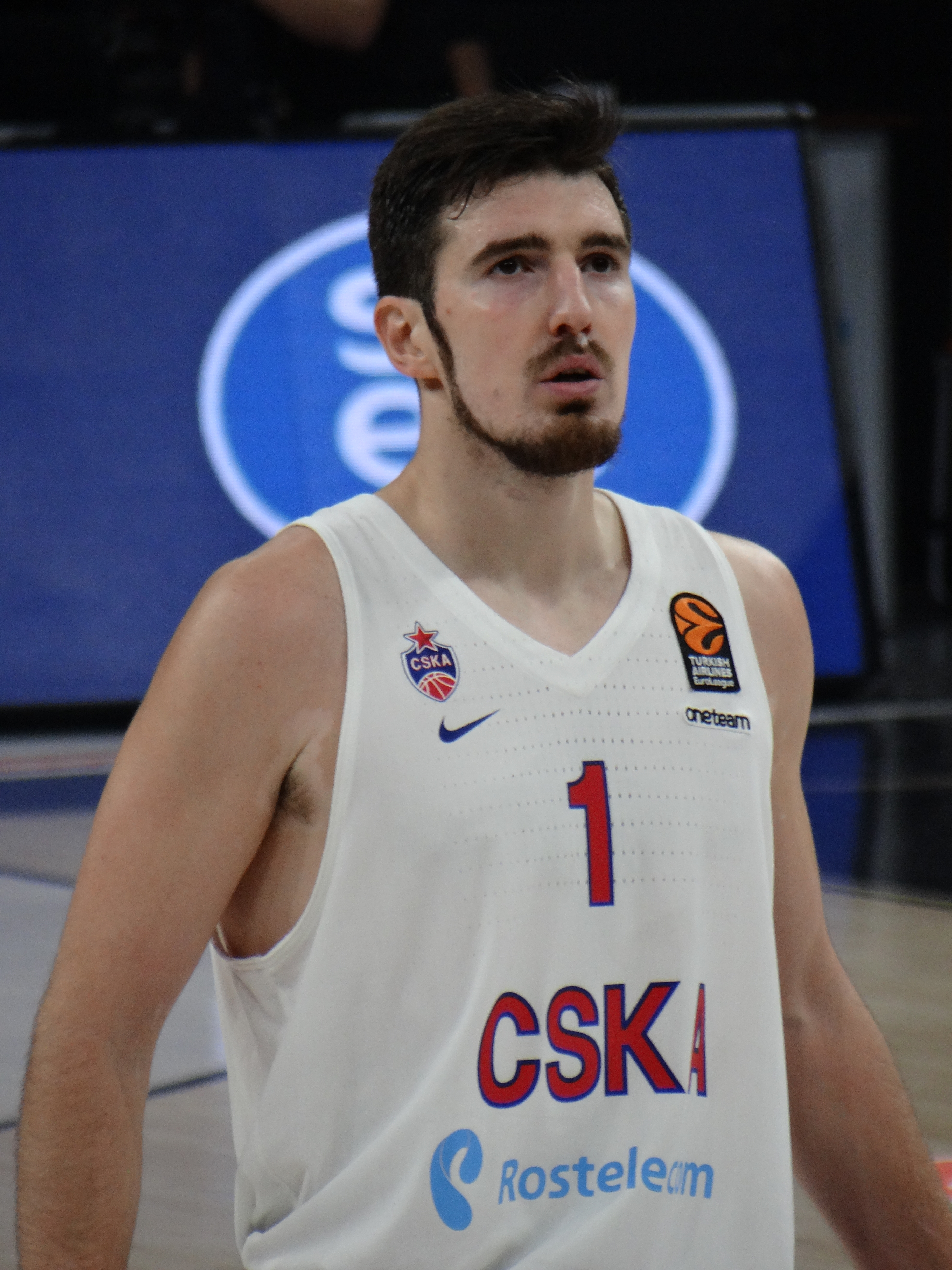
De Colo with 莫斯科中央陸軍 in 2017

南多·德科洛（法語：Nando de Colo，1987年6月23日—），法國籃球運動員。在場上的位置是控球後衛或得分後衛。他現在效力於土耳其籃球超級聯賽球隊費內巴切體育俱樂部。他代表法國國家籃球隊參賽，參加了2012年奧運會的比賽。